# Acanthogorgia augusta
Acanthogorgia augusta är en korallart som beskrevs av Manfred Grasshoff 1999. Acanthogorgia augusta ingår i släktet Acanthogorgia och familjen Acanthogorgiidae. Inga underarter finns listade i Catalogue of Life.